# Олександр Таджибаєв
Олександр Таджибаєв (нар. 10 квітня 1994, Євпаторія, АР Крим, Україна) — український футболіст, лівий вінгер італійського клубу «Ермет». Виступав у чемпіонаті Сан-Марино за «Кайлунго» та «Віртус».

## Життєпис
Народився в Євпаторії, але дорослу футбольну кар'єру розпочав в Італії. На молодіжному рівні тренувався у таборі «Савігнаси» та «Чезени». Згодом грав за аматорські клуби з 6-7 італійських дивізіонів, дебютував на цьому рівні у складі «Боргі». На початку липня 2012 року приєднався до «Карлі Петракути», кольори якої захищав до середини липня 2020 року. З середини липня 2017 року по кінець червня 2018 року виступав в оренді в іншому нижчоліговому італійському клубі «Атлетік Поджио».
У середині липня 2020 року вільним агентом перебрався до «Кайлунго». В еліті санмаринського футболу дебютував 13 вересня 2020 року в нічийному (1:1) виїзному поєдинку проти «Фйорентіно». Олександр вийшов у стартовому складі та відіграв увесь матч. Єдиним голом за «Кайлунго» відзначився 11 квітня 2021 року на 67-й хвилині програного (1:2) домашнього поєдинку 21-го туру національного чемпіонату проти «Віртуса». Таджибаєв вийшов на поле на 60-й хвилині, замінивши Маттію Вітале. До завершення сезону 2020/21 років провів 10 матчів та відзначився 1-м голом у чемпіонаті Сан-Марино.
На початку липня 2021 року підписав контракт з «Віртусом». У футболці нового клубу дебютував 19 вересня 2021 року в програному (0:2) виїзному поєдинку 1-го туру національного чемпіонату проти «Тре Пенне». Олександр вийшов на поле на 61-й хвилині, замінивши Ніколу Ангелі. Першим голом за «Віртус» відзначився 15 березня 2022 року на 76-й хвилині переможного (2:1) виїзного поєдинку 15-го туру чемпіонату Сан-Марино проти «Мурати». Таджибаєв вийшов на поле в стартовому складі та відіграв увесь матч. Загалом за команду провів 14 матчів (відзначився 1 голом) у чемпіонаті Сан-Марино та 1 гру в Кубку Сан-Марино. Маючи пропозиції від інших сан-маринських клубів, у січні 2023 року перейшов до італійського клубу «Ермет».